# Goyang
Goyang (고양시?, 高陽市?, Goyang-siLR), è una città della provincia sudcoreana del Gyeonggi.